# Kentrosaurus
Kentrosaurus este un gen de dinozaur stegosaurian din Jurasic, ce a fost descoperit în Tanzania. Specia este Kentrosaurus aethiopicus, numită și descrisă de paleontologul german Edwin Hennig în 1915. De multe ori, kentrosaurus e considerat a fi un membru "primitiv" al subordinului Stegosauria, și al familiei †Stegosauridae.
Fosile de K. aethiopicus au fost găsite doar în Formațiunea Tendaguru, fiind datate în urmă cu aproximativ 152 milioane de ani. Sute de oase au fost descoperite în expedițiile germane din Africa de Est Germană între 1909 și 1912. Deși schelete complete nu au fost descoperite, rămășițele au oferit o imagine aproape completă a construcției fizice a animalului.
Kentrosaurus a măsurat în general în jur de 4,5 metri (15 picioare) lungime, și cântărea aproximativ o tonă. El era patruped, având membrele posterioare drepte. Avea un cap mic, alungit, cu un cioc folosit pentru a mânca plante, ulterior digerate într-un intestin mare. El a avut două șiruri de plăci pe spate, care în zona cozii și a șoldului au fuzionat în țepi. Țepii erau folosiți în scopuri defensive (de apărare). Oasele coapsei sunt de două feluri diferite, ceea ce sugerează că un sex, probabil femelele, au fost mai mari și mai robuste decât masculii.

## Descriere
Kentrosaurus fost un stegosaurid mic. Avea trăsături tipice, și anume un cap mic, gât lung, membre anterioare scurte și membre posterioare lungi. Coada era lungă, orizontală musculoasă. Faptul că a avut două șiruri de plăci pe spate, este tot o trăsătură tipică, dar,  în zona cozii și a șoldului, plăcile au fuzionat în țepi.

### Mărime și postură

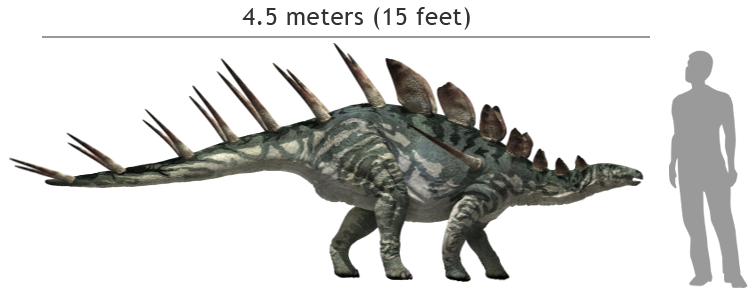
Kentrosaurus comparat cu un om.

Kentrosaurus aethiopicus era mai mic decât Stegosaurus armatus, Hesperosaurus mjosi, Dacentrurus armatus și Tuojiangosaurus multispinus, dar era la fel de mare ca Huayangosaurus taibaii. Lungimea totală a unui schelet montat la Museum für Naturkunde din Berlin, Germania, de la vârful botului până la vârful cozii este de 4,5 m. Puțin mai mult de jumătate din această lungime este formată de coadă. Oase mai mari au fost descoperite, astfel încât animalul ar putea, atinge o lungime totală de 5,5 m. În 2010, Gregory S. Paul  estimat greutatea lui Kentrosaurus la 700 kg. O estimare pentru scheletul de 4,5 m din Museum für Naturkunde din Berlin făcută de Mallison, pe baza unui schelet virtual 3D și a unui model 3D, a arătat o masă corporală cuprinsă între 1 și 1,5 tone, în funcție de musculatura reconstruită a cozii.
Coada lungă a Kentrosaurus duce la o poziție a centrului de greutate care este neobișnuit de înapoiată pentru un animal patruped. Coada se sprijină doar în partea din față a șoldului, o poziție de obicei văzută în dinozaurii bipezi. Cu toate acestea, femurul e drept la Kentrosaurus, spre deosebire de dinozaurii bipezi, indicând o poziție dreaptă și verticală a membrelor. Astfel, membrele posterioare, deși legate de mușchii masivi ai coapselor, atașați la un ilium lung, nu susțin animalul singur, iar membrele anterioare foarte robuste concentrează aproximativ 10 – 15% din greutatea corporală.

### Armură

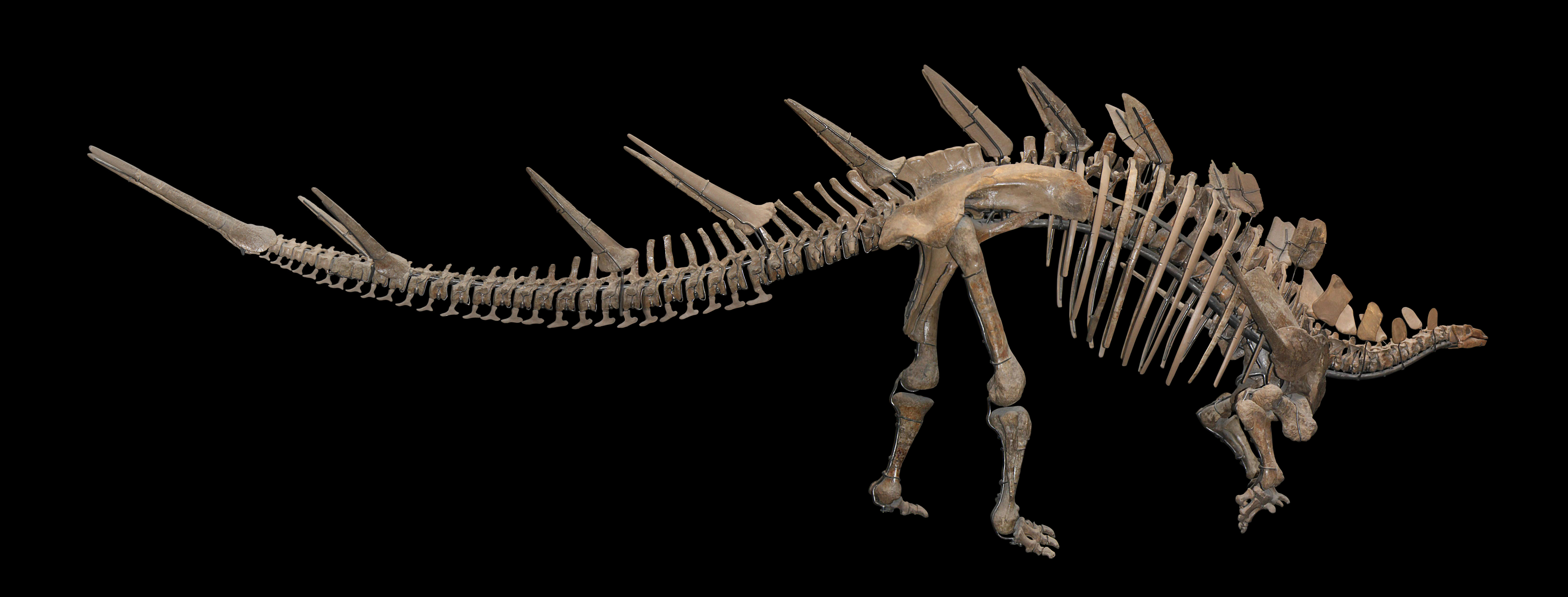
Lectotype, individ parțial de la excavarea 'St' at Kindope, Tendaguru, Tanzania.

Kentrosaurus avea osteodermul extins, care acoperea inclusiv plăci mici (situate pe gât și în partea anterioară a trunchiului), și țepi de diferite forme. Țepii Kentrosaurului erau foarte alungiți, la un specimen având lungime de la baza osului de 731 de milimetri. Plăcile au o secțiune îngroșată în mijloc, ca cazul în care acestea erau spini modificați. În afară de câteva excepții, plăcile și spinii nu au fost găsite în strânsă asociere cu alte resturi scheletice. Astfel, poziția exactă a majorității osteodermelor este incertă. O pereche de spini aflați la distanțe mici au fost găsiți articulați cu un vârf de coadă, iar o serie de spini au fost găsiți aparent distanțați regulat în perechi, pe o coadă articulată.

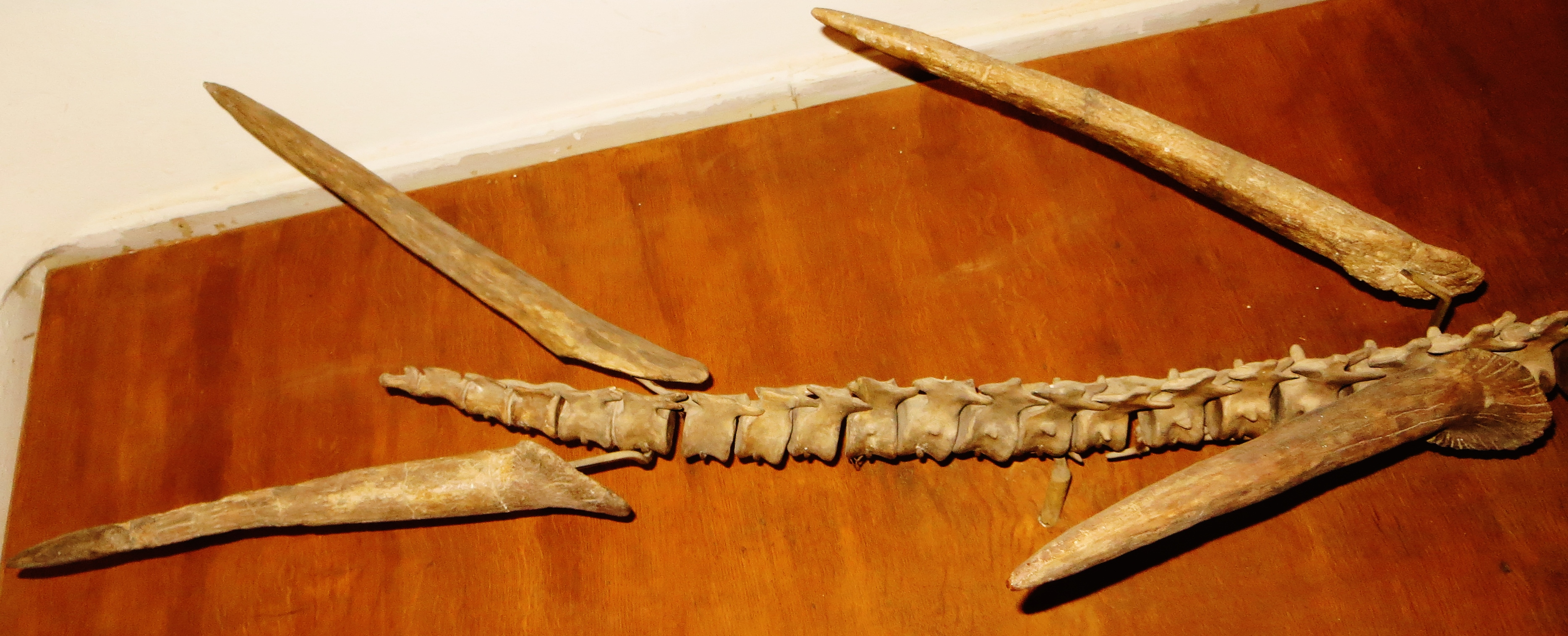
Spinii cozii la Museul de Palaeontologie din Tuebingen.

Hennig și Janensch, în timp ce grupau elementele armurii dermice în patru tipuri distincte, au recunoscut o schimbare aparent continuă de formă între ele, plăcile scurte și plate din partea din față fuzionează treptat în spini lungi îndreptați spre partea din spate, sugerând o distribuție neîntreruptă de-a lungul întregului corp, în cincisprezece perechi. Probabil că toate tipurile de osteoderme au fost distribuite în două rânduri de-a lungul spatelui animalului. Din cauza morfologiei reconstituirile clasice au plasat un spin pe șolduri, în timp ce mai multe reconstituiri recente îl introduce pe umăr, pentru că la stegosauridele Gigantspinosaurus și Huayangosaurus, acesta se afla pe umăr.

## Descoperire și specii

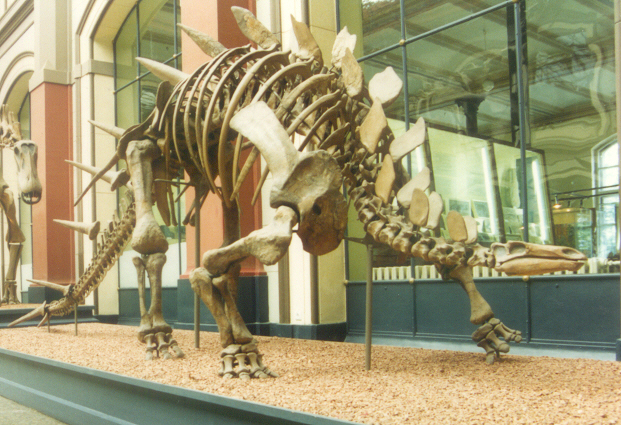
Schelet montat la Museum für Naturkunde. Scheletul a fost montat în 1925 și dezasamblat în 2006. În 2007 a fost reasamblat, dar într-o poziție ușor modificată.

Primele fosile de Kentrosaurus au fost descoperite în Expediția Tendaguru din 1909. Fosila a fost recunoscută ca aparținând unui stegosaurid de liderul expediției, Werner Janensch la 24 iulie 1910, și este descris de paleontologul german Edwin Hennig în 1915. În timpul expediției germane, au fost găsite peste 1200 de oase de Kentrosaurus, aparținând la aproximativ cincizeci de indivizi, dintre care multe au fost distruse în timpul celui de-Al doilea război mondial. Astăzi, aproape toate oasele rămase se află în Museum für Naturkunde din Berlin (aproximativ 350 de exemplare rămase), în timp ce Institutul de Geoștiințe de la Universitatea Eberhard-Karls din Tübingen găzduiește un compozit montat, aproximativ 50% din aceasta fiind oase originale.
Deși nu au fost găsite schelete complete, unele oase a fost descoperite în asociere, inclusiv o coadă aproape completă, șolduri, mai multe vertebre dorsale și unele elemente ale membrelor, aparținând unui singur individ. Acestea formează nucleul unui schelet montat din Muzeul für Naturkunde. Suportul a fost demontat în timpul renovării muzeului în 2006/2007, și remontat într-o postură mai bună de  Research Casting International. Alte oase, inclusiv un craniu și o coloană vertebrală, au fost considerate pierdute sau distruse în timpul celui de-Al doilea război mondial.  Cu toate acestea, craniul considerat pierdut a fost găsit într-un sertar al unui dulap, la subsol.
Tipul și specia unică și acceptată de Kentrosaurus este Kentrosaurus aethiopicus, numită de Hennig în 1915. O fosilă fragmentată din Wyoming, numită Stegosaurus longispinus de Charles Gilmore în 1914, a fost propusă în anul 1993 de către George Olshevsky să adereze la o specie nord-americană de Kentrosaurus, Kentrosaurus longispinus. Cu toate acestea, în cele mai recente evaluări ale taxonului, Kentrosaurus aethiopicus e considerată singura specie.

### Etimologie
Când Hennig a numit noul său stegosaurid, el a ales să sublinieze vasta armură dermică în numele generic al speciei. Din greacă kentron / κέντρον, care înseamnă "vârf ascuțit" sau "ghimpe", și sauros / σαῦρος care înseamnă "șopârlă", Hennig a creat Kentrosaurus (/ ˌkɛntrɵsɔrəs / Ken-Tro-sawr-əs), adăugând aethiopicus la numele ștințific, pentru a indica proveniența din Africa.

### Denumire controversată
Kentrosaurus a fost descris de către Edwin Hennig în 1915, dar la scurt timp, o controversă a apărut în legătură cu numele său, care este foarte similar cu cel al ceratopsianului Centrosaurus. În conformitate cu normele de nomenclatură biologică, care interzic omonimia, două animale nu pot avea același nume. Hennig redenumit stegosaurul în Kentrurosaurus ", în 1916, în timp ce paleontologul maghiar Franz Nopcsa a redenumit genul Doryphorosaurus, în același an. În cazul în care o redenumire ar fi fost necesară, Hennig ar fi avut prioritate. Cu toate acestea, pentru că atât ortografia cât și pronunția sunt diferite (Centrosaurus se pronunță cu un C moale), atât Doryphorosaurus și Kentrurosaurus sunt nume de schimb care nu sunt necesare; Kentrosaurus rămâne numele valabil pentru acest gen, iar Kentrurosaurus și Doryphorosaurus sunt doar sinonime.

## Filogenie
Un studiu înfăptuit de Octávio Mateus în 2009 a relevat că Kentrosaurus are o poziție importantă în familia Stegosauridae.
|  | Dacentrurus |
|  |             |
|  | Miragaia    |
|  |             |

|  | Stegosaurus                                                    |
|  |                                                                |
|  | \| \| Wuerhosaurus \| \| \| \| \| \| Hesperosaurus \| \| \| \| |
|  |                                                                |
|  | Wuerhosaurus                                                   |
|  |                                                                |
|  | Hesperosaurus                                                  |
|  |                                                                |

|  | Wuerhosaurus  |
|  |               |
|  | Hesperosaurus |
|  |               |

|  | Dacentrurus |
|  |             |
|  | Miragaia    |
|  |             |

|  | Stegosaurus                                                    |
|  |                                                                |
|  | \| \| Wuerhosaurus \| \| \| \| \| \| Hesperosaurus \| \| \| \| |
|  |                                                                |
|  | Wuerhosaurus                                                   |
|  |                                                                |
|  | Hesperosaurus                                                  |
|  |                                                                |

|  | Wuerhosaurus  |
|  |               |
|  | Hesperosaurus |
|  |               |

|  | Dacentrurus |
|  |             |
|  | Miragaia    |
|  |             |

|  | Stegosaurus                                                    |
|  |                                                                |
|  | \| \| Wuerhosaurus \| \| \| \| \| \| Hesperosaurus \| \| \| \| |
|  |                                                                |
|  | Wuerhosaurus                                                   |
|  |                                                                |
|  | Hesperosaurus                                                  |
|  |                                                                |

|  | Wuerhosaurus  |
|  |               |
|  | Hesperosaurus |
|  |               |

|  | Dacentrurus |
|  |             |
|  | Miragaia    |
|  |             |

|  | Stegosaurus                                                    |
|  |                                                                |
|  | \| \| Wuerhosaurus \| \| \| \| \| \| Hesperosaurus \| \| \| \| |
|  |                                                                |
|  | Wuerhosaurus                                                   |
|  |                                                                |
|  | Hesperosaurus                                                  |
|  |                                                                |

|  | Wuerhosaurus  |
|  |               |
|  | Hesperosaurus |
|  |               |

|  | Dacentrurus |
|  |             |
|  | Miragaia    |
|  |             |

|  | Stegosaurus                                                    |
|  |                                                                |
|  | \| \| Wuerhosaurus \| \| \| \| \| \| Hesperosaurus \| \| \| \| |
|  |                                                                |
|  | Wuerhosaurus                                                   |
|  |                                                                |
|  | Hesperosaurus                                                  |
|  |                                                                |

|  | Wuerhosaurus  |
|  |               |
|  | Hesperosaurus |
|  |               |

|  | Dacentrurus |
|  |             |
|  | Miragaia    |
|  |             |

|  | Stegosaurus                                                    |
|  |                                                                |
|  | \| \| Wuerhosaurus \| \| \| \| \| \| Hesperosaurus \| \| \| \| |
|  |                                                                |
|  | Wuerhosaurus                                                   |
|  |                                                                |
|  | Hesperosaurus                                                  |
|  |                                                                |

|  | Wuerhosaurus  |
|  |               |
|  | Hesperosaurus |
|  |               |

|  | Dacentrurus |
|  |             |
|  | Miragaia    |
|  |             |

|  | Stegosaurus                                                    |
|  |                                                                |
|  | \| \| Wuerhosaurus \| \| \| \| \| \| Hesperosaurus \| \| \| \| |
|  |                                                                |
|  | Wuerhosaurus                                                   |
|  |                                                                |
|  | Hesperosaurus                                                  |
|  |                                                                |

|  | Wuerhosaurus  |
|  |               |
|  | Hesperosaurus |
|  |               |

|  | Dacentrurus |
|  |             |
|  | Miragaia    |
|  |             |

|  | Stegosaurus                                                    |
|  |                                                                |
|  | \| \| Wuerhosaurus \| \| \| \| \| \| Hesperosaurus \| \| \| \| |
|  |                                                                |
|  | Wuerhosaurus                                                   |
|  |                                                                |
|  | Hesperosaurus                                                  |
|  |                                                                |

|  | Wuerhosaurus  |
|  |               |
|  | Hesperosaurus |
|  |               |